# Berchtesgaden
Berchtesgaden (in bavarese Berchtsgoan) è un comune tedesco situato nel land della Baviera, fa parte del circondario del Berchtesgadener Land. Posto ad un'altitudine di 572 m s.l.m., sorge al centro di una zona alpina ed è una località di villeggiatura e di cure termali rinomata. Stazione sciistica, è un importante centro per la pratica degli sport invernali.

## Geografia fisica

### Territorio

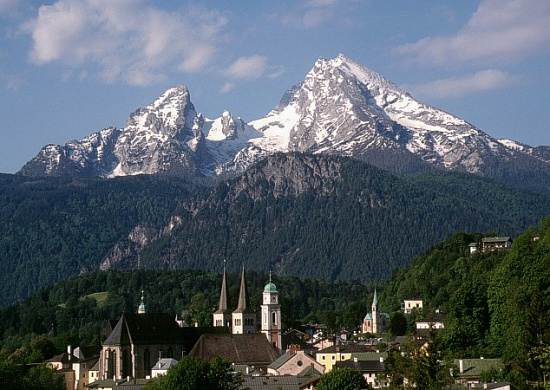
Il Watzmann

Il borgo si trova all'estremità sudorientale della Germania nel cuore delle Alpi di Berchtesgaden, sottosezione delle Alpi Settentrionali Salisburghesi (Alpi Nord-orientali). Sorge ai piedi del monte Watzmann ed è bagnato dal torrente Berchtesgadener Ache (con i suoi affluenti Königsseer Ache e Ramsauer Ache), tributario del Salzach. Il comune si trova non lontano dal lago alpino Königssee e dista meno di 200 km da Monaco di Baviera e 24 da Salisburgo, confinando direttamente con l'Austria.
Il territorio comunale confina a nordovest con Bischofswiesen, a nordest con Marktschellenberg e a sudovest con Schönau am Königssee. A est si trova il confine con l'Austria: il comune austriaco confinante è Hallein, nel Salisburghese, e la frontiera stradale è situata fra la frazione austriaca di Dürrnberg e quella tedesca di Oberau.

### Clima
Il clima di Berchtesgaden risente della collocazione montana del comune, soggetto a venti di föhn; in altura è alpino. La temperatura media annua è 7,2°; il mese mediamente più freddo è gennaio (-2,7°), il più caldo luglio (16,3). Le precipitazioni sono relativamente costanti (1514 mm annui), con il picco a luglio (219 mm).

## Storia
La cittadina (Altstadt) sorge alla base della collina dove nel 1102 fu fondato un monastero dedicato a san Pietro e a san Giovanni Battista. Nel suo territorio erano attive miniere di sale, estratto a partire dal 1517.

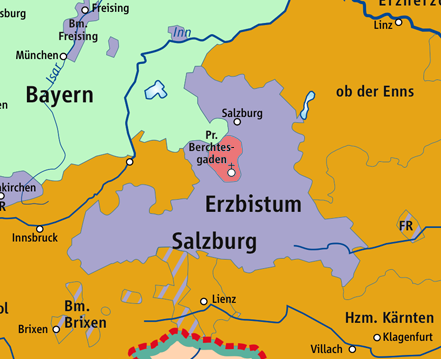
Il Prevostato di Berchtesgaden nel 1789

La Prepositura di Berchtesgaden, piccolo Stato cuscinetto tra il Ducato di Baviera e l'Arcidiocesi di Salisburgo, si vide riconoscere dai vari imperatori diritti e privilegi che le permisero di acquisire lo stato giuridico di città libera dell'Impero, pur sotto il protettorato dei principi-prevosti. Nel 1803 il prevostato fu secolarizzato e nel 1810 assorbito dalla Baviera.
In epoca nazista Adolf Hitler fece costruire presso Berchtesgaden una residenza estiva, il Berghof, e il Nido dell'Aquila, un rifugio in posizione panoramica utilizzato da Hitler per incontri diplomatici. Nel suo capolavoro, Stefan Zweig evidenziò la tragica coincidenza per cui la fine di un'epoca era stata pianificata sul monte che fronteggiava la sua abitazione a Salisburgo, giusto dall'altro lato del fiume che divideva Austria e Germania:
(Stefan Zweig, Il mondo di ieri)
I lavori, diretti da Martin Bormann e iniziati nel 1936, furono eseguiti rapidamente. Hitler tuttavia vi salì poche volte e dopo la Seconda guerra mondiale il Nido dell'Aquila fu trasformato in un rifugio con annesso ristorante.

## Monumenti e luoghi d'interesse

### Architetture

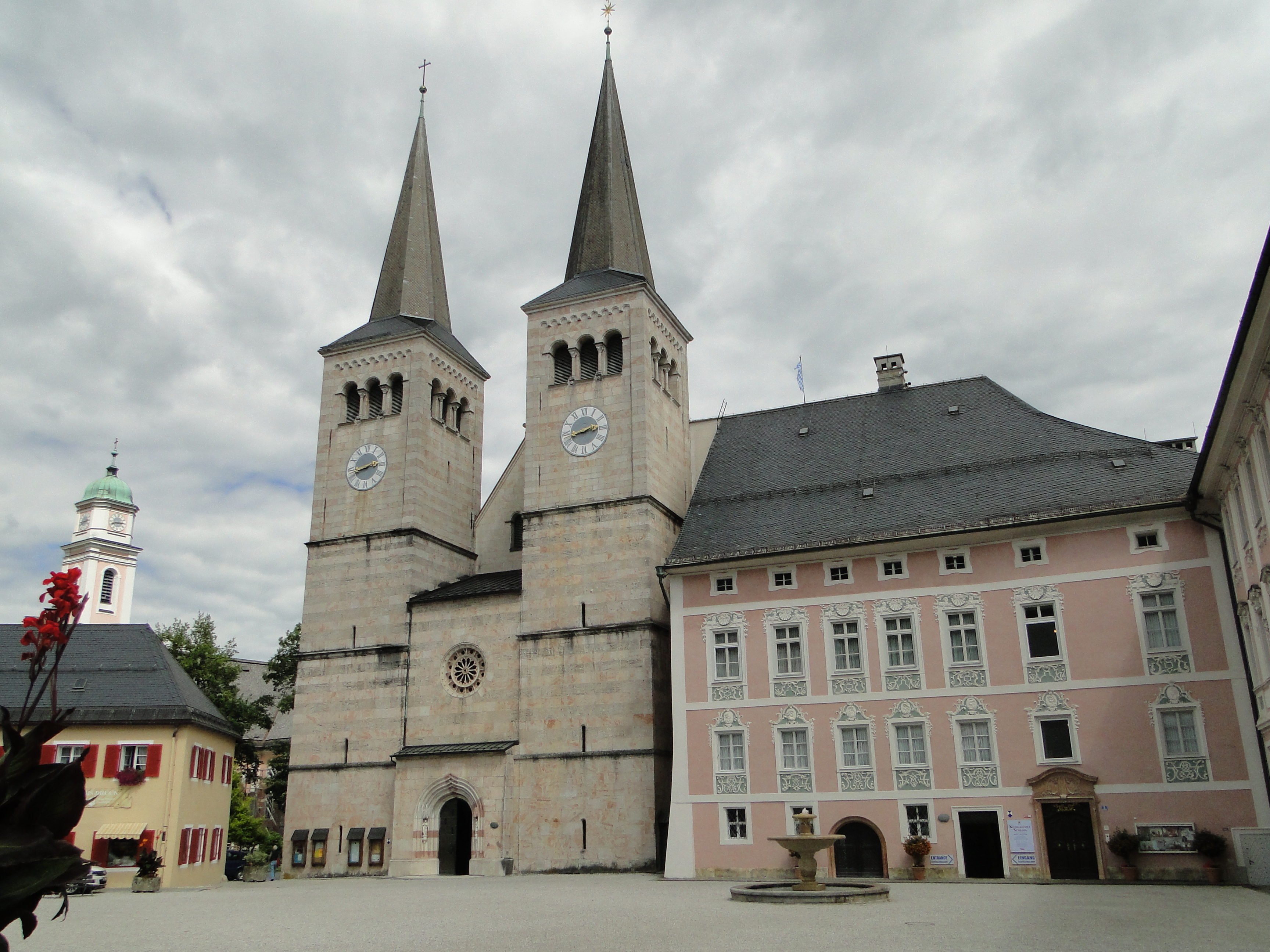
La collegiata dei santi Pietro e Giovanni Battista e l'adiacente Castello

- Castello (Königliches Schloss Berchtesgaden): antica abbazia romanico-gotica che fu modificata nel XVI secolo e in parte barocchizzata dagli abati commendatari, quasi tutti appartenenti al Casato di Wittelsbach. Il principe Rupprecht, che vi abitò dal 1923 al 1955, la restaurò e trasformò nell'attuale museo; a fianco l'antica chiesa abbaziale.

### Architetture religiose
- Collegiata dei santi Pietro e Giovanni Battista (Stiftskirche St. Peter und Johannes der Täufer): è l'antica chiesa abbaziale, affiancata dall'attuale Castello. La facciata è di stile neoromanico; l'interno è gotico. Risale al XII secolo ed è affiancata da due torri cuspidate di 56 metri di altezza

- Santuario di Maria Gern (Wallfahrtskirche Maria Gern): edificio religioso di stile barocco, sito a nord della cittadina in una posizione panoramica, meta di pellegrinaggi. Fu costruito fra il 1701 e il 1724 da artisti salisburghesi.

### Aree naturali
- Miniere di sale (Salzbergwerk): visitabili con visita guidata, un trenino elettrico porta fino a una vasta caverna dove viene proiettato un documentario sulla produzione del sale. Da visitare anche la cattedrale di sale.

- Obersalzberg: pianoro sito a 5 chilometri da Berchtesgaden e già conosciuto da artisti e letterati, dal quale si sale per la strada privata fatta costruire da Hitler al tempo dei suoi soggiorni nella villa del Berghof, fino al monte Kehlstein. Da qui un condotto scavato nella roccia porta al Nido dell'Aquila. In tempi moderni questi luoghi costituiscono un'attrazione turistica. In realtà, gran parte del piccolo villaggio non esiste più tranne una villa del 1878, oggi albergo, e l'accesso al bunker semidistrutto avviene dal vicino albergo Zum Türken, che era la sede della polizia di Stato.

- Parco nazionale Berchtesgaden: è l'unico dei quattordici Parchi nazionali della Germania a tutelare un'area alpina, incluso il lago Königssee nel territorio di Schönau am Königssee, cui si accede da Berchtesgaden.

## Società

### Evoluzione demografica

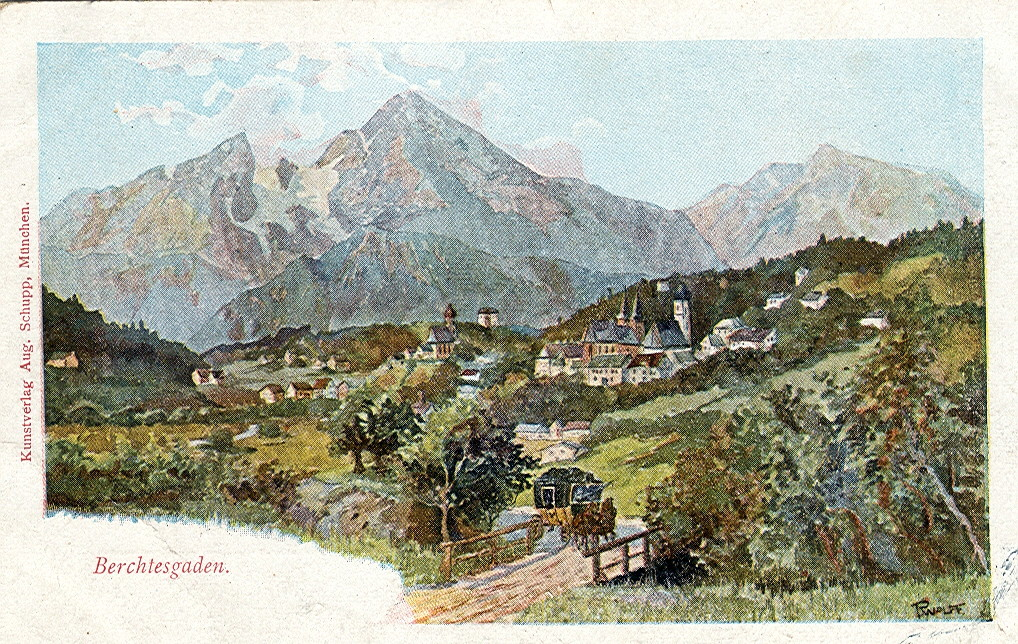
Berchtesgaden in una cartolina illustrata del 1914 circa

| Anno | Abitanti |
| ---- | -------- |
| 1840 | 3.789    |
| 1925 | 6.606    |
| 1939 | 9.787    |
| 1950 | 10.955   |
| 1970 | 8.683    |
| 1987 | 7.538    |
| 1999 | 7.660    |
| 2009 | 7.536    |

## Geografia antropica

### Località

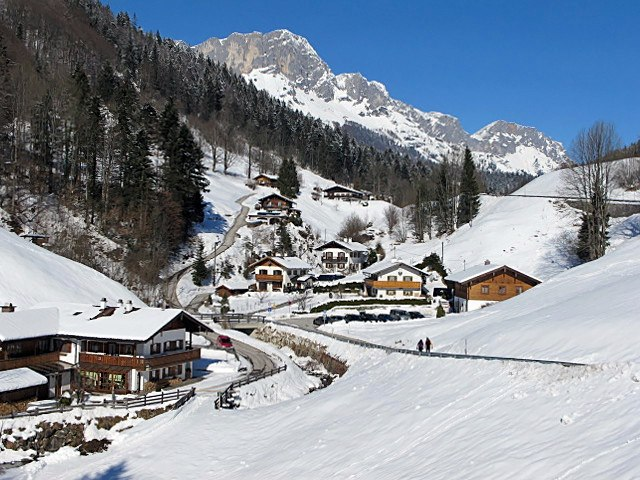
Maria Gern

Berchtesgaden è articolata in cinque località abitate (incluso il capoluogo), a loro volta ripartite in contrade:
- Berchtesgaden (Hauptort)
- Au (Unterau, Oberau, Resten)
- Maria Gern (Hintergern, Obergern, Vordergern)
- Salzberg (Anzenbach, Am Etzerschlößl, Metzenleiten, Mitterbach, Obersalzberg, Untersalzberg I, Untersalzberg II)
- Eck

## Infrastrutture e trasporti
Berchtesgaden, per la sua attenzione a favorire il turismo ecosostenibile e la mobilità dolce, fa parte del consorzio delle Perle delle Alpi.
È capolinea della ferrovia Freilassing-Berchtesgaden, che a Freilassing s'innesta sulla linea ferroviaria Monaco–Salisburgo.

## Sport
Stazione sciistica specializzata nello sci alpino, sulla pista sciistica Loipl ha ospitato numerose prove tecniche (slalom gigante e slalom speciale) della Coppa del Mondo di sci alpino, a partire dalla prova inaugurale del massimo circuito, il 5 gennaio 1967. Berchtesgaden è stata sede dei Campionati mondiali di snowboard 1999.
Il 7 gennaio 1974 la Nazionale italiana di sci, in una gara di slalom gigante valida per la Coppa del Mondo, ottenne un clamoroso risultato di squadra piazzando 5 atleti ai primi 5 posti della classifica (in ordine Gros, Thöni, Stricker, Schmalzl, Pietrogiovanna), record imbattuto, a tutto il 2017, relativamente alle gare maschili di gigante; in seguito a questo successo collettivo venne coniata l'espressione Valanga azzurra.
È punto terminale della Deutsche Alpenstrasse, la strada alpina delle Alpi Bavaresi.

### Corsa in montagna
Berchtesgaden ha ospitato i Campionati del mondo di corsa in montagna nel 1994.